# Віллі Розенштайн
Віллі Розенштайн (нім. Willy Rosenstein; 28 січня 1892, Вісбаден — 23 травня 1949, Рустенбург) — німецький льотчик-ас, лейтенант Імперської армії.

## Біографія
Єврей. 14 березня 1912 року отримав сертифікат пілота №170 і до 1913 року працював інструктором у Берліні-Йоганністалі. Коли почалася Перша світова війна, він записався в армію і розпочав свою службу у 95-му піхотному полку. 24 серпня 1914 року направлений до льотної школи в Готі. Під час проходження курсу підготовки у 5-му льотному запасному дивізіоні Розенштайн став унтерофіцером, а 24 листопада 1914 року отримав звання віце-фельдфебеля.
Згідно з наказом 6 березня 1915 року прибув в 19-й льотний дивізіон. 17 лютого 1916 року зроблений в офіцери. 28 квітня 1916 року поранений під Верденом. Незабаром Віллі Розенштайн повернувся на фронт і був переведений у відділення винищувачів Fokker при 3-й армії, перетворене 23 вересня 1916 року на 9-ту винищувальну ескадрилью, але 15 лютого 1917 року переведений в 27-му винищувальн ескадрилью, де йому часто довелося літати з Германом Герінгом як ведений. Після перших двох перемог Розенштайн був направлений до школи спостерігачів, 8 січня 1918 року — в прусську 1-шу,  4 квітня — в баварську 1-шу бойову ескадрилью одномісних літаків, де збив свій третій літак. 2 липня 1918 року переведений у 40-ву винищувальну ескадрилью. Всього за час бойових дій здобув 9 перемог.
Після війни Розенштайн став спортсменом-планеристом і підприємцем, а в 1930-х роках емігрував до Південної Африки. Його син Ернест під час Другої світової війни був льотчиком-винищувачем ВПС Південної Африки і загинув у бою над Італією 2 квітня 1945 року.
Віллі Розенштайн загинув в авіаційній катастрофі на своєму ранчо внаслідок зіткнення в повітрі з літаком свого учня.

## Нагороди
- Залізний хрест
  - 2-го класу (29 березня 1915)
  - 1-го класу (28 квітня 1916) — за 180 бойових вильотів.
- Нагрудний знак військового пілота (Пруссія)
- Срібна медаль «За військові заслуги» (Вюртемберг) (21 серпня 1915)
- Нагрудний знак «За поранення» в чорному
- Орден Церінгенського лева, лицарський хрест 2-го класу з мечами (28 вересня 1918)

Був представлений до нагородження лицарським хрестом королівського ордена дому Гогенцоллернів з мечами, але не встиг його отримати через завершення війни.